# فرانسيس إميلي نيوتن
فرانسيس إميلي نيوتن، (الانجليزية: Frances E. Newton)، (4 نوفمبر 1871 - 11 يونيو 1955) مبشرةً إنجليزيةً عاشت وعملت في فلسطين من عام 1889 حتى عام 1938، وشهدت السنوات الثماني عشرة الأخيرة للبلاد تحت الحكم البريطاني. أصبحت سيدة العدل في وسام القديس يوحنا الموقر في عام 1930، وكانت عضوًا في مجلس المرأة الفلسطينية، وهي لجنة استشارية تقدم النصح للبريطانيين، دون جدوى في العادة، بشأن الأمور التي تؤثر على النساء والأطفال. وصفها الصحفي أوين تويدي بأنها «جميلة لكن ممتلئة الجسم - طويلة ومتقنة وذات مزاج شديد ولديها خلافات دائمًا.»
كانت عضوًا مؤسسًا وسكرتيرًا فخريًا لمركز فلسطين للإعلام، الذي أشارت إليه نشرة عرب نيوز البريطانية بأنه «أول مكتب يطرح وجهة النظر العربية أمام الجمهور البريطاني». وصفها نورمان بنتويتش، النائب العام الأول لفلسطين الانتدابية، بأنه «معاد لليهود بشكل لا يمكن علاجه وداعم رئيسي للقضية العربية»، كما أسست لجنة الصداقة الأنجلو عربية في عام 1946، بهدف معارضة الصهيونية.[بحاجة لمصدر]
عاشت نيوتن على جبل الكرمل في حيفا، وعرفت بتوثيق أعمال العنف ضد العرب المشتبه بمعارضتهم للحكم البريطاني. وجدت نفسها في ورطة في عام 1938 بعد نشر كتيبين، طرق العقابية في فلسطين، والذي اتهم البريطانيين الفظائع ونددت في مجلس العموم بأنها «كلها أكاذيب»، والكشاف على فلسطين. اللعب النظيف أو الأساليب الإرهابية التي دعمت ثورة 1936-1939 العربية. أصدر البريطانيون أمر استبعاد وتم ترحيلها في أكتوبر 1938. عندما توفيت بنوبة قلبية عام 1955 ، قال مسؤول بريطاني إن لديها «مظهر خارجي لامرأة إنجليزية وعقل فلسطيني».

## النشأة والتعليم
وُلِدت نيوتن في ميكلوفر مانور، بالقرب من ديربي، لوالدها المصرفي تشارلز إدموند نيوتن، وزوجته الثانية ماري هنريتا مور. تم تعليمها هي وأخواتها في المنزل على يد مربية.
زارت نيوتن فلسطين لأول مرة في عام 1888 لرؤية شقيقاتها كونستانس وإديث إليانور. كانت إديث مبشرة مع الجمعية التبشيرية الكنسية (CMS)، وفي غضون عام، اشتركت نيوتن مع CMS كمتطوعة، وتعلمت اللغة العربية وسافرت في جميع أنحاء فلسطين والأردن. توفيت والدتها في عام 1893، وتركت لنيوتن أموالًا كافية لتكون قادرة على التطوع إلى أجل غير مسمى. تم تدريبها في التمريض والعمل الاجتماعي في برمنغهام، وفي العمل التبشيري في The Olives in Hampstead، مركز تدريب CMS. غادرت إلى يافا في 3 أكتوبر 1895.

## الحرب العالمية الأولى
تطوعت نيوتن للعمل كضابطة شرطة في ساحة ليستر خلال الحرب، لكنها بدلاً من ذلك أصبحت سكرتيرة لصندوق إغاثة سوريا وفلسطين، الذي أنشأه ريني ماكينز، الأسقف الأنجليكاني في القدس. مثلت الصندوق في لجنة مع الصليب الأحمر ووسام القديس يوحنا المقدسي، مما أدى إلى اعترافها بها كسيدة النعمة، ولاحقًا سيدة العدل.
تعرفت على تي إي لورانس والملك فيصل الذي زارها في منزلها على جبل الكرمل.

## النشاط
كتب جوناثان ديمبلبي أن نيوتن كانت شديد الدقة في تدوين الملاحظات عن الحالات التي فحصتها. في 22 فبراير 1938 زارت قرية إجزم بالقرب من حيفا، والتي تعرضت لعقوبة جماعية بعد اغتيال الضابط البريطاني قائد سرب ألدرتون. كتبت: «دخلت العديد من المنازل ولا أستطيع إلا أن أقول إن الخراب الذي حدث كان لا يوصف، وما لم يراه المرء بأم عينه، فإنه لا يصدق». في ستين منزلاً، وجدت أن الأبواب قد مزقت من مفصلاتها، والمرايا محطمة، والخزائن أفرغت، والأثاث محطم إلى أشلاء، والفراش والملابس مبللة بزيت الزيتون. جمع الجنود البريطانيون تسعمائة رأس من الأغنام والماعز وأخذوها إلى حيفا. كان على الملاك إعادة شراء الحيوانات مقابل ثمانية شلن للرأس.
بعد شهر، غادر سكان القرية بعد أن نصب البريطانيون 40 ضابط شرطة، وألزموا القرويين بدفع تكلفة الصيانة، والتي كانت 90 جنيهاً في الشهر. وبدلاً من انتظار السلطات مصادرة ممتلكاتهم أو الدفع، فر القرويون، وانتقل بعضهم إلى ملاجئ مصنوعة من أكياس تحت أشجار الزيتون في الحقول المجاورة.

## معاداة الصهيونية
تعرضت نيوتن لانتقادات بسبب ضراوة نشاطها المناهض للصهيونية، والذي امتد إلى نشر دفاع عام 1946عن محمد أمين الحسيني، مفتي القدس، الذي التقى بأدولف هتلر في عام 1941، ففي الكتيب، «حقيقة المفتي»، الذي نشرته جمعية الصداقة الأنجلو عربية، التي كانت تسيطر عليها، وعذرت تعاونه مع النازيين. في سيرتها الذاتية، خمسون عامًا في فلسطين، ألقت نيوتن باللوم على البريطانيين في علاقة المفتي بهتلر.

## إبعاد
صدر أمر استبعاد نيوتن بموجب اللائحة 15 من قانون لوائح الطوارئ لعام 1936، بصيغته المعدلة بموجب لوائح الدفاع (التعديل) (رقم 19) لعام 1938. وتم استئنافه في ديسمبر 1939 ولكن تم تأييده من قبل السكرتير العام لفلسطين. استأنفت نيوتن مرة أخرى، دافعة أن استبعادها قد أثر على قدرتها على حماية مصالحها التجارية في البلاد، وتم رفع الأمر في نهاية المطاف في سبتمبر 1943.